# Berty Albrecht
Berty Albrecht z domu Wild (ur. 15 lutego 1893 w Marsylii, zm. 31 maja 1943 w Fresnes) – uczestniczka francuskiego ruchu oporu.

## Przed II wojną światową
Pochodziła z zamożnej rodziny protestanckiej pochodzenia szwajcarskiego. Studiowała w Marsylii i Lozannie, ostatecznie w 1912 została pielęgniarką. Wyjechała wówczas do pracy do Anglii, gdzie pracowała jako opiekunka na pensji dla dziewcząt. Po wybuchu I wojny światowej wróciła do Marsylii i pracowała w szpitalach wojskowych Czerwonego Krzyża. W 1918 wyszła za mąż za holenderskiego bankiera Fryderyka Albrechta. Mieli dwoje dzieci: Fryderyka i Mirellę. Od 1924 mieszkała z mężem w Londynie, gdzie po raz pierwszy zetknęła się z ruchem feministycznym.
W 1931 uzyskała separację w małżeństwie i przeniosła się do Paryża, gdzie żyła w wolnym związku z przewodniczącym Ligi Praw Człowieka Victorem Baschem. W 1933 założyła magazyn Problem seksu, w którym domagała się wolnego dostępu do aborcji i antykoncepcji. Od 1937 była również działaczką pracowniczą, walcząc o poprawę warunków pracy kobiet zatrudnionych w wielkich fabrykach. Po 1933 uczestniczyła w ruchu pomocy lewicowym uchodźcom z nazistowskich Niemiec, udostępniła na ten cel swój dom w Sainte-Maxime. Nie była członkinią PCF, chociaż deklarowała się jako sympatyczka idei marksizmu.

## Ruch oporu
Uczestniczyła w ruchu oporu od początku jego istnienia, redagując podziemną prasę, w szczególności pisma: „Bulletins d'informations et de propagande”, „Les petites ailes” i „Vérités”. Krytyczna wobec postaci Charles'a de Gaulle'a, zorganizowała komórkę ruchu oporu o nazwie Walka związaną z jednostkami organizowanymi przez PCF.
Dwukrotnie zatrzymywana przez policję Vichy, za każdym razem uciekała z więzienia. 28 maja 1943 została aresztowana przez Gestapo w miejscowości Mâcon. Została poddana torturom i osadzona w więzieniu w Fresnes, w którym zmarła w nieokreślonych okolicznościach. Jej ciało zostało przeniesione z cmentarza we Fresnes na teren Pomnika Francji Walczącej w Suresnes.

## Odznaczenia
- Order Wyzwolenia (Ordre de la Libération)
- Medal Wojskowy (Médaille militaire, pośmiertnie)
- Krzyż Wojenny 1939–1945 (Croix de guerre 1939–1945)
- Medal Ruchu Oporu (Médaille de la Résistance)